# Peter Tschentscher
Peter Tschentscher (Bremen, 20 de Janeiro de 1966) é um médico e político alemão, filiado ao Partido Social-Democrata (SPD), que desde 2018 serve primeiro-prefeito da cidade-estado Hamburgo.

## Início de vida e carreira
Peter Tschentscher nasceu em Bremen, na Alemanha Ocidental, e é o segundo dos quatro filhos do comerciante de madeira Wolfgang Tschentscher e da alfaiate Helga Tschentscher. Formou-se em Oldemburgo, na Baixa Saxônia, em 1985, e, posteriormente, estudou medicina e biologia molecular na Universidade de Hamburgo, onde tornou-se Doutor em Medicina em 1995. Entre 1994 e 2008, trabalhou como médico no Hospital Universitário de Hamburgo em Eppendorf.

## Carreira política

### Prefeito de Hamburgo (2018-presente)
Após as eleições federais na Alemanha em 2017, o então prefeito de Hamburgo, Olaf Scholz, foi indicado para o Ministro da Economia, no quarto gabinete de Angela Merkel. Isso forçou o partido Social-Democrata a eleger um substituto e, durante a convenção estadual do partido em 10 de marco de 2018, Peter Tschentscher foi escolhido, sendo também aprovado pelo Parlamento de Hamburgo para o cargo em 28 de março. 

### Campanha a prefeitura de Hamburgo em 2020
Questionado sobre a vontade de ser candidato à Prefeitura de Hamburgo nas eleições estaduais de 2020, Peter Tschentscher diz que "sim" e, para isso, irá propor seu nome, em novembro, na convenção estadual do partido.